# Симфония № 10 (Малер)
Симфония № 10  — сочинение австрийского композитора Густава Малера,  начатое летом  1910 года и оставшееся незавершённым. В дальнейшем не раз предпринимались попытки реконструировать симфонию по сохранившимся эскизам — попытки, вызвавшие неоднозначную реакцию как у музыковедов, так и у дирижёров.

## История создания
Как в венский период, так и в нью-йоркский для собственных сочинений у Малера оставались только несколько месяцев летнего отдыха, и работу над своей Десятой симфонией он начал в Альтшульдербахе 5 июля 1910 года. В то лето многое  отвлекало его от работы: он был занят подготовкой первого исполнения Восьмой симфонии, с её беспрецедентным составом, предполагавшим, помимо большого оркестра и восьми солистов, участие трёх хоров; в июле разразился семейный кризис, надолго выбивший Малера из колеи, — о его тяжёлых переживаниях свидетельствуют надписи, точнее, полубессвязные слова на рукописи симфонии. 25 августа работу пришлось прервать и вернуться к своей последней симфонии композитор, тяжело заболевший в феврале и умерший 18 мая 1911 года, уже не смог.

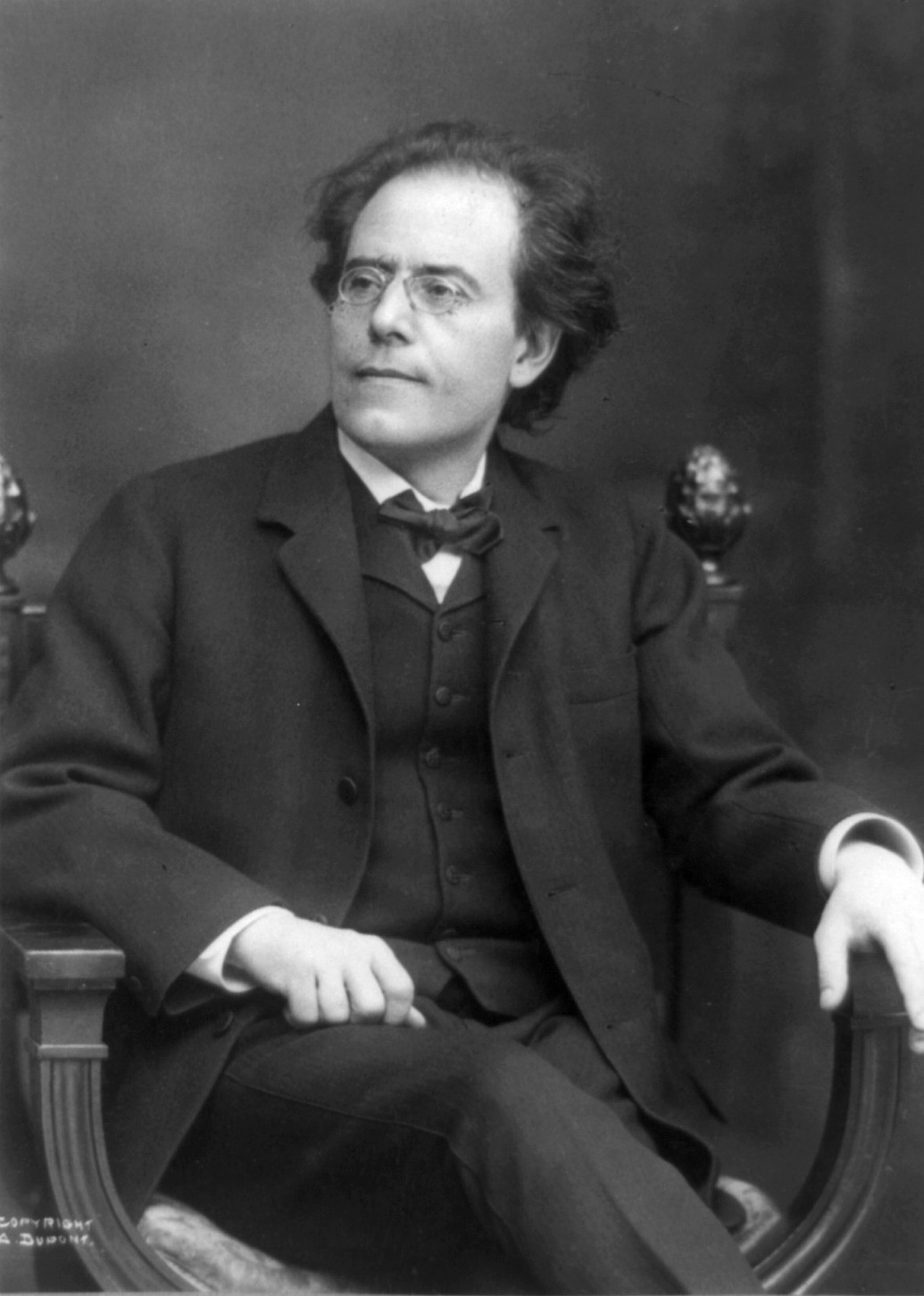
Густав Малер в 1909 году

Симфония была задумана как сочинение в 5 частях, сохранился её план:
1. Adagio. Andante
2. Scherzo. Schnelle Vierteln
3. Purgatorio oder Inferno. Allegretto moderato
4. [Scherzo. Allegro pesante. Nicht zu schnell]. «Der Teufel tanzt es mit mir»
5. Finale. Einleitung. [Langsam, schwer]
Даже этот план, пишет Инна Барсова, в рукописях Малера несёт на себе следы становления: порядок частей в нём менялся, три части цикла — вторая, четвёртая и пятая — поочередно оказывались финалом.
В рукописи наиболее законченный вид имеет первая часть (Adagio): она записана в виде черновой партитуры с транспонирующими инструментами (переписывание партитуры набело, как и окончательную доработку своих сочинений, Малер всегда оставлял на зимние месяцы). Вторая часть — партитурный набросок более ранней стадии, многое здесь только намечено и предполагало дальнейшее развитие. В третьей части (Purgatorio ) из 170 тактов в виде партитуры записаны только первые 30, остальные Малер успел набросать лишь в четырёхстрочном клавире с указанием инструментов. Последние две части остались на стадии четырёхстрочного клавира с несистематическими указаниями инструментов и тем более не претендуют на окончательность: гармония на многих страницах записана схематически, по сравнению с Adagio в этой части рукописи резко снижается степень полифонической насыщенности — в ряде случаев Малер фиксировал только основные линии развертывания музыкальной мысли. Как отмечал Дональд Митчелл, сравнительно малая степень полифонической сложности в некоторых частях симфонии для Малера «неправдоподобна» и также свидетельствует о незавершённости работы.

## Музыка

### Адажио
Говорить как о сочинении Малера можно только об Адажио: в рукописи это единственная часть, в которой оформление музыкальных мыслей композитора близко к окончательному. Все три «прощальные» симфонии Малера непосредственно связаны между собой: Девятая симфония начиналась в буквальном смысле на той же ноте, на которой заканчивалась «Песнь о земле»; медленно истаивающая мелодия альтов, завершающая финал Девятой, находит своё продолжение в одноголосной теме альтов в начале Адажио Десятой симфонии и словно обретает второе дыхание.
Медитативного характера мелодия альтов, создающая впечатление свободной импровизации, становится интонационным источником обеих тем экспозиции: торжественной хоральной и грустно-иронической. В самом изложении хоральной темы уже заключена тенденция к её разрушению. «Кажется, — пишет И. Барсова, — что молитвенно повторяемое всю жизнь хвалебное песнопение вечно прекрасному вдруг, теряя внутреннюю опору, прерывается скептическим смехом теряющего силы, близкого к смерти человека, который знает, как иллюзорна вечность всего чувственного».
Хоральная тема, напоминающая драматическую тему финала Шестой симфонии, постепенно раскаляется, но в момент готовящейся кульминации происходит перелом: очертания хорального мотива начинает размывать некая тихая песенка с признаками серенады, похожая на «мурлыканье» про себя. В репризе эта ироническая серенада проникает в главную тему и, разрастаясь, постепенно оттесняет её, сама при этом трансформируясь в мажор.
В средней части Адажио темы экспозиции вступают в диалог с новыми темами, олицетворяющими, по-видимому, горний мир: камерная трактовка оркестра и предельная детализация фактуры, в которой Малер, по Й. М. Фишеру, нащупывает собственный путь к атональности, создают ощущение ирреальности. В Адажио две кульминации: одна из них вызывает ассоциацию с церковным отпеванием, но это скорее ещё только memento mori; вторая — пронзительный звук (его поочерёдно берут скрипки, флейта с гобоем и труба), как будто отменяющий всё, что было до него.

### Замысел
Насколько позволяют судить сохранившиеся эскизы, дальше композитор намеревался следовать по пути, проложенному Данте в «Божественной комедии». Трудно судить о том, какое место в концепции симфонии должно было занять монументальное эпико-драматическое 
скерцо; третья часть, итал. Purgatorio («Чистилище»), — короткая юмореска, которой придаёт загадочность дистанция, взятая композитором по отношению к музыкальному материалу. За Purgatorio следует ещё одно скерцо — мрачное, демоническое, с авторской ремаркой нем. Der Teufel tanzt es mit mir («Чёрт танцует со мной»); финал, насыщенный музыкальными событиями, у многих вызывает ассоциации с Элизиумом: тема флейты в начале рождается словно из глубин падения.
Как отмечал Т. Адорно, в Десятой симфонии обнаруживаются все приметы позднего малеровского стиля, и в то же время в первой части она далеко уводит от последних сочинений композитора — «Песни о земле» и Девятой симфонии. В стилистическом плане, если воспринимать Десятую как завершённое сочинение, в ней можно обнаружить два расходящихся пути, из которых один непосредственно подводит к той грани, с которой начинается «Новая музыка», и в частности поиски Новой венской школы (многие исследователи, в том числе А.-Л. де Ла Гранж, считают, что именно Адажио из Десятой симфонии открывает новую эпоху в истории музыки), другой, наоборот, возвращается к бесхитростной простоте «Волшебного рога мальчика», то есть к шубертовской традиции.

## Дальнейшая судьба
По некоторым свидетельствам, в том числе Бруно Вальтера, Малер перед смертью просил уничтожить эскизы симфонии, что исследователи считают более чем вероятным: при жизни композитор даже близким друзьям никогда не показывал незаконченные сочинения, публикация же этой рукописи была равносильна обнародованию интимного дневника. Альма не исполнила желание супруга и в 1924 году позволила венскому издателю Паулю Жолнаи опубликовать факсимиле рукописи.
12 октября того же года Франц Шальк исполнил в Вене 1-ю и 3-ю части симфонии — в оркестровой редакции, которую приписывали Эрнсту Кшенеку и от которой сам Кшенек отказался. Английский исследователь Дерик Кук считал, что эта редакция, с многочисленными отступлениями от авторского текста, принадлежала самому Шальку. В дальнейшем дирижёры, исполнявшие фрагменты симфонии — Виллем Менгельберг, Александр фон Цемлинский, Отто Клемперер, Герман Абендрот и Фриц Малер, — каждый по-своему обрабатывали редакцию Шалька. В 1964 году Международное Малеровское общество восстановило, под руководством Эрвина Раца, и опубликовало оригинальную версию первой части симфонии — Адажио.
В своё время Альма обращалась к Арнольду Шёнбергу, а позже и к Дмитрию Шостаковичу с предложением реконструировать по сохранившимся фрагментам всю симфонию; оба композитора отказались. Но такие попытки в разное время предпринимались энтузиастами, и наиболее успешная реконструкция, принадлежащая Д. Куку, вызвала далеко не однозначную реакцию. Одни расценили его работу как подвиг музыковедения, другие сочли её по меньшей мере неубедительной. «…Даже мысль об окончании чужой рукой, — писал Эрвин Рац, — абсолютно недопустима для нас. Арнольд Шёнберг, Альбан Берг, Антон Веберн и Эрнст Кшенек прекрасно знали эти наброски и всю свою жизнь даже не допускали такой мысли; только Малеру было понятно то, что начертано на этих страницах, и даже гений не сможет разгадать, как должен был выглядеть окончательный вариант». С Рацем солидаризировался и Теодор Адорно: 
Даже первую часть следовало бы почтить скорее чтением про себя, нежели публичными исполнениями, в которых незавершённое по необходимости становится несовершенным. Во всяком случае, тот, кто умеет в музыке различать возможное и осуществлённое, кто знает, что даже величайшие творения могли бы стать чем-то иным, большим, нежели то, чем они стали, — тот будет погружаться в исписанные почерком Малера страницы, движимый решимостью, но вместе и  страхом, с тем благоговением, которое подобает возможному больше, чем осуществлённому.
Аргументов противникам реконструкции добавило опубликованное Международным Малеровским обществом факсимиле партитурных набросков второй части Девятой симфонии, показавшее, что у Малера даже в момент окончательного оформления возможны были существенные перестановки материала, изменявшие первоначальный план части. Точно так же и сравнение клавира и партитуры первой части Десятой симфонии показывает, что существенные изменения, касающиеся тонального плана, расширения или сжатия формы, внутренней перестановки материала, Малер мог вносить и на стадии партитурного оформления музыки — между тем добрую половину симфонии он не успел довести до партитуры.
Правда, и сам Д. Кук говорил: «Никакое восстановление… не может быть названо „Симфония № 10“, но только „концертная обработка набросков 10 симфонии“». Но эта оговорка, пишет И. Барсова, сплошь и рядом не принимается к сведению ни критиками, восхваляющими реконструкцию, ни дирижёрами, исполняющими её. Ничего незаконного, считает Й. М. Фишер, в исполнении реконструкции Кука, конечно, нет — просто слушатели сами вводят себя в заблуждение, принимая её за Десятую симфонию Малера.
Дирижёры к попыткам реконструкции симфонии всегда относились по-разному: одни, в том числе Юджин Орманди, Курт Зандерлинг и Саймон Рэттл, приняли версию Кука; до начала 60-х годов некоторые дирижёры исполняли и записывали 1-ю и 3-ю части в так называемой редакции Кшенека; большинство же исполняло и продолжает исполнять только Адажио. Первая запись симфонии — именно и только Адажио — принадлежит Герману Шерхену и датируется 1952 годом. Принципиально только Адажио записывали, в частности, такие признанные малеровские дирижёры, как Леонард Бернстайн, Рафаэль Кубелик и Бернард Хайтинк (ученики Малера, Бруно Вальтер и Отто Клемперер, вообще не оставили записей этого сочинения). В СССР Десятую симфонию, и тоже только Адажио, впервые записал Геннадий Рождественский в 1963 году; в советскую эпоху эта запись оставалась единственной.

### В театре
В 1980 году хореограф Джон Ноймайер поставил балет Lieb' und Leid und Welt und Traum («Любовь и печаль и мир и мечта») на музыку Первой и Десятой симфоний Густава Малера («Балет XX века», Брюссель).